# Anatol Lewicki (historyk)
Anatol Lewicki czyli Anatoli Lewicki, herbu Rogala (ur. 4 kwietnia 1841 w Prysowcach, zm. 25 kwietnia 1899 w Krakowie) – austriacki historyk mediewista polskiej narodowości, profesor Uniwersytetu Jagiellońskiego.

## Życiorys
Syn Grzegorza Lewickiego, ksiądza greckokatolickiego, proboszcza w Prysowcach i Praxedy z Dawidowiczów. Po ukończeniu Gimnazjum w Tarnopolu, rozpoczął studia na Uniwersytecie Lwowskim (1862–1866). W latach 1867–1879 mieszkał w Przemyślu, gdzie był nauczycielem gimnazjalnym, uczył historii Austrii i Polski oraz geografii i języka niemieckiego. Publikował artykuły w Sprawozdaniach z Posiedzeń Wydziału Historyczno-Filozoficznego Akademii Umiejętności, Muzeum, Przewodniku Naukowym i Literackim. Działał w Towarzystwie Pedagogicznym, w latach 1875–1879 był członkiem Wydziału Powiatowego Rady Szkolnej, zasiadał także w Radzie Miejskiej Przemyśla. W 1875 roku został doktorem filologii.
W 1879 został nauczycielem IV gimnazjum we Lwowie (dekret z 18 maja 1879 L. 19573). 27 czerwca 1883 został mianowany profesorem w katedrze historii austriackiej na Uniwersytecie Jagiellońskim. W 1887 roku został profesorem zwyczajnym historii austriackiej. W roku akademickim 1894–1895 pełnił funkcję dziekana Wydziału Filologicznego, w roku następnym został prodziekanem. Od 1883 roku działał w Komisji Historycznej Akademii Umiejętności w Krakowie, zaś w 1889 roku został sekretarzem tejże komisji. W dniu 30 listopada 1889 roku został członkiem korespondentem Akademii Umiejętności. Od 1888 roku był członkiem komisji egzaminacyjnej dla kandydatów na nauczycieli gimnazjalnych i szkół realnych, a rok później został członkiem Komisji Centralnej dla badań i zachowania zabytków sztuki i pomników historii. Działał w Towarzystwie Nauczycieli Szkół Wyższych, a w 1894 roku wybrany został na członka Wydziału Koła Krakowskiego Towarzystwa.
W 1895 roku na jednym z posiedzeń Wydziału Filologicznego UJ dostał ataku serca. Kłopoty zdrowotne ograniczyły jego aktywność zawodową. Zmarł 25 kwietnia 1899 roku. Pochowano go na cmentarzu Rakowickim (kwa. VI-wsch.-19).

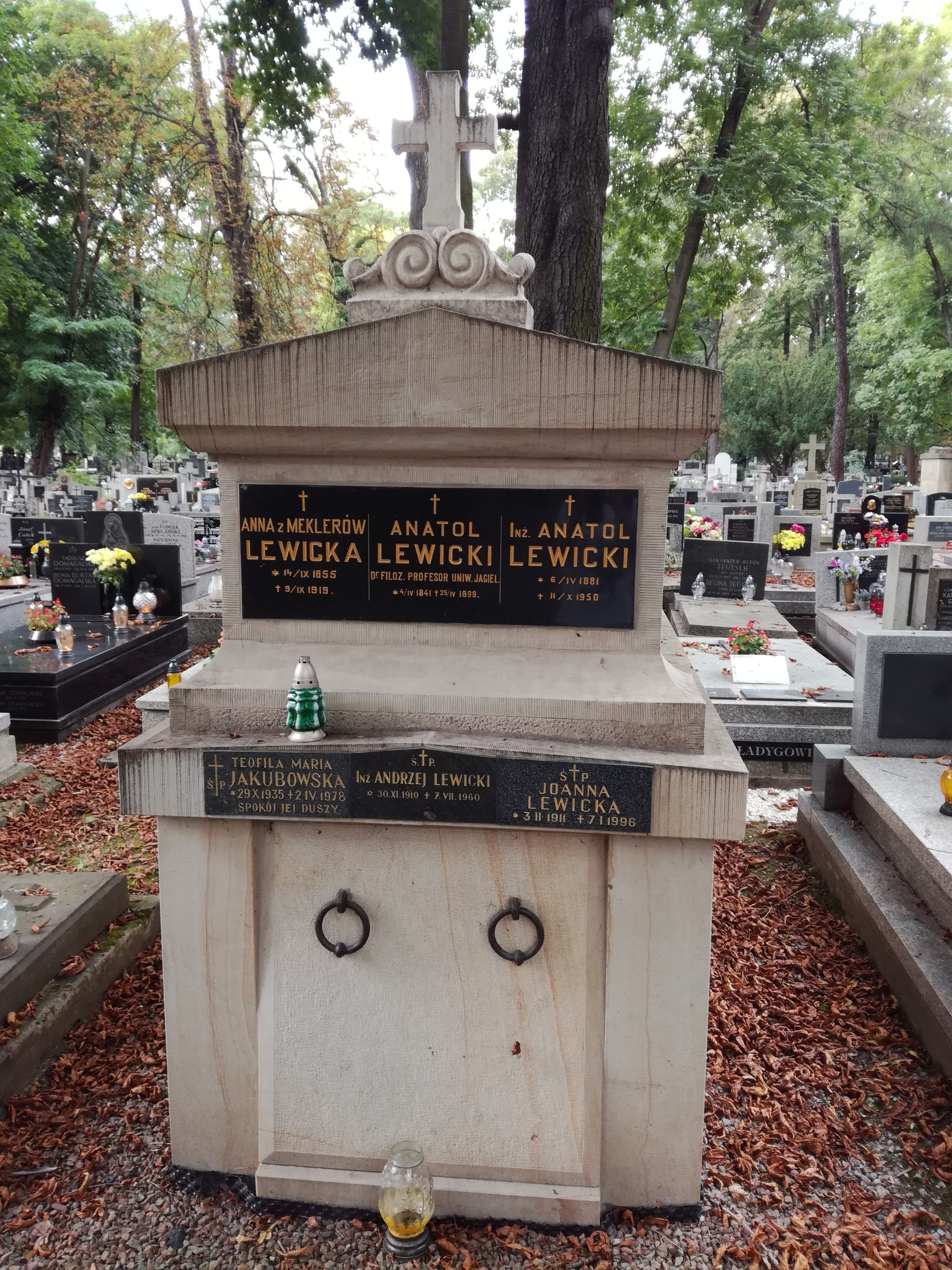
Grób prof. Anatola Lewickiego na cmentarzu Rakowickim

## Poglądy
Reprezentował Krakowską Szkołę Historyczną. Za głównych sprawców procesów historycznych uważał jednostki, zwłaszcza monarchów. Unaukowienie historii postrzegał jako oparcie badań historycznych na możliwie szerokiej podstawie źródłowej.
W pierwszym okresie działalności naukowej poświęcił się badaniom historii polskiej okresu piastowskiego. Najważniejszymi pracami tego okresu jest pierwsza biografia Mieszka II, w której zrewidował dotychczasowy sposób przedstawiania tego władcy w historiografii polskiej i praca poświęcona koronacji na króla polskiego Wratysława II w 1086 roku. Później zajął się studiami nad XV wiekiem. Jego praca Powstanie Świdrygiełły została nagrodzona 13 kwietnia 1890 roku I nagrodą w konkursie im. J. U. Niemcewicza organizowanym przez Towarzystwo Historyczno-Literackie.
W 1884 roku wydał Zarys historyi Polski i krajów ruskich z nią połączonych. Podręcznik ten w maju 1885 roku został przez Radę Szkolną Krajową polecony do użytku szkolnego w klasach wyższych szkół średnich i wyższych prywatnych zakładów żeńskich oraz do bibliotek szkół ludowych. Jeszcze za życia autora był kilkanaście razy wznawiany. W 1895 roku podręcznik został przetłumaczony na język ukraiński.
Był wydawcą źródeł, m.in. wydał w 1888 roku tomy 2 i 3 Indeksu aktów XV wieku oraz Kodeks listów XV wieku.

## Publikacje
Pełna bibliografia prac A. Lewickiego znajduje się w "Roczniku AU" z 1889 roku.
- Wratysław II czeski królem polskim : ustęp z dziejów czeskopolskich, Przemyśl, 1876.[5]
- Mieszko II [w:] Rozprawy Akademii Umiejętności Wydziału Filologiczno-Historycznego, t. V, 1876, s. 87–208.
- Obrazki z najdawniejszych dziejów Przemyśla, Przemyśl, 1880[6]
- Zarys historyi Polski i krajów ruskich z nią połączonych, 1884, (kilkanaście wydań m.in.: Kraków 1898[7], Warszawa 1920, Londyn 1947, Warszawa 1999) – popularny podręcznik historii Polski.
- Ze studyow archivalnych, Kraków, 1885.
- Wstąpienie na tron polski Kazimierza Jagiellońskiego, 1886.
- Ein Blick in die Politik König Sigmunds gegen Polen in Bezug auf die Hussitenkriege (seit dem Käsmarker Frieden), Wiedeń, 1886.
- Index actorum saeculi XV ad res publicas Poloniae spectantium quae quidem typis edita sunt, Kraków, 1888.
- Codex epistolaris saeculi decimi quinti 1382–1445, Kraków, 1891.
- Powstanie Świdrygiełły: ustęp z dziejów unii Litwy z Koroną, Kraków 1892.[8]
- Nieco o Unii Litwy z Koroną, Kraków, 1893.[9]
- Codex epistolaris saeculi decimi quinti 1392–1501.
- Przymierze Zygmunta W. Ks. Litewskiego z królem rzymskim Albrechtem II, Kraków, 1898.[10]
- Dzieje narodu polskiego w zarysie, Warszawa, 1899.[11]
- Unia Florencka w Polsce, Kraków, 1899.[12]